# Імені 9 Января
імені 9 Января́ (рос. имени 9 Января) — село у складі Оренбурзького району Оренбурзької області, Росія.
Стара назва — Дев'ятого Января.

## Населення
Населення — 3382 особи (2010; 2389 у 2002).
Національний склад (станом на 2002 рік):
- росіяни — 82 %